# Donkey Kong Jr.
Donkey Kong Jr. (ドンキーコングJR.?, Donkī Kongu Junia) è il seguito del videogioco arcade Donkey Kong, pubblicato dalla Nintendo nel 1982 in sala giochi e successivamente per vari sistemi domestici, spesso con il titolo per esteso Donkey Kong Junior.

## Modalità di gioco
Questa volta le parti si invertono, infatti il "cattivo" è Mario (l'idraulico baffuto assume il suo nome definitivo, in precedenza "Jumpman") che ha catturato Donkey Kong e lo ha chiuso in gabbia.
Il protagonista del titolo è Donkey Kong Jr., figlio dello scimmione Donkey Kong, impegnato nel tentativo di salvare suo padre da Mario.
Come nel capitolo precedente, anche questa volta il gioco è composto da quattro schermi differenti (tre sulle prime console) che si ripetono ciclicamente, ma i primi cicli non li comprendono tutti e quattro. Il protagonista parte sempre dalla base dello schermo e deve recuperare una o più chiavi per aprire la gabbia del padre che si trova in cima.
Oltre a saltare sulle piattaforme, Donkey Kong Jr. può arrampicarsi sulle liane (o catene, a seconda dei livelli) e passare tra due liane adiacenti anche senza saltare. Può anche stare aggrappato contemporaneamente a due liane vicine, in questo caso riesce inoltre a salire più velocemente.
Ci sono vari tipi di nemici, alcuni anche in grado di arrampicarsi sulle liane, che possono essere uccisi se il giocatore gli fa cadere la frutta sulla testa. Si perde una vita toccando i nemici, cadendo dall'alto o esaurendo il tempo.

### Il punteggio
- Salto oltre i nemici:
  - Un nemico - 100 punti
  - Due o più nemici - 300 punti
- Inserisci la chiave nella serratura: 200 punti
- Frutti:
  - Prendi un frutto - 400 punti, e il frutto cade immediatamente verso il basso
  - Primo nemico colpito - 800 punti
  - Secondo nemico colpito - 1200 punti
  - Terzo nemico colpito e successivi - 1600 punti

## Produzione
Il gioco è stato pubblicato a distanza di un anno dall'uscita del primo titolo. Il team di sviluppo è rimasto lo stesso:
- Programmatori: Shigeru Miyamoto, Masao Yamamoto, Kenji Nishizawa, Masayoshi.O, H. Hoshino.
- Musica: Hirokazu Tanaka.

## Conversioni
- Console:
  - Colecovision (1982)
  - Mattel Intellivision (1982)
  - Atari 2600 (1983)
  - Nintendo Famicom (1983)
  - Atari 7800 (1988)
- Computer:
  - Atari 800 (1983)
  - Commodore 64 (amatoriale 2014)[1]

In Giappone fu anche pubblicato insieme a Donkey Kong Jr. Math in un'unica cartuccia (chiamata Donkey Kong Jr. + Jr. Math Lesson) insieme al C1 NES TV; questa cartuccia venne poi venduta separatamente dall'agosto 1995.
Nel 1982-1983 vennero prodotti inoltre tre differenti giochi elettronici intitolati Donkey Kong Jr. ispirati al videogioco, appartenenti alla linea Game & Watch della Nintendo.